# Philip K. Dicks bibliografi
Philip K. Dick skrev 46 romaner och 121 noveller, några har publicerats postumt efter 1982. Under sin livstid publicerade Dick 34 romaner och majoriteten av hans noveller publicerades i science fiction-tidskrifter under 1952-53.

Förutom sina skönlitterära texter så har Dick också skrivit filosofiska texter och texter om sitt författarskap, en del av dessa finns utgivna i The Shifting Realities of Philip K. Dick: Selected Literary and Philosophical Writings (1995).
 I februari och mars 1974 fick Dick en mängd religiösa syner och upplevelser, som han sedan tillbringade mycket tid med att dokumentera och analysera. Totalt ryktas att samlingen med texter, som Dick kallade Exegesis, uppgå till över 8000 sidor. Ett urval av dessa kommer att publiceras under hösten 2011.

## Romaner efter utgivningsår
| År   | Titel                                              | Svensk översättning                                     | Övrigt                                                            |
| ---- | -------------------------------------------------- | ------------------------------------------------------- | ----------------------------------------------------------------- |
| 1955 | Solar Lottery                                      | Lotteriet (1991)                                        |                                                                   |
| 1956 | The World Jones Made                               |                                                         |                                                                   |
| 1956 | The Man Who Japed                                  |                                                         |                                                                   |
| 1957 | The Cosmic Puppets                                 |                                                         |                                                                   |
| 1957 | Eye in the Sky                                     |                                                         |                                                                   |
| 1960 | Dr. Futurity                                       |                                                         |                                                                   |
| 1959 | Time Out of Joint                                  | Ur led är tiden (1990)                                  |                                                                   |
| 1960 | Vulcan's Hammer                                    | Datorkriget (1972)                                      |                                                                   |
| 1962 | The Man in the High Castle                         | Mannen i det höga slottet (1979)                        | Vinnare av The Hugo Award                                         |
| 1963 | The Game-Players of Titan                          |                                                         |                                                                   |
| 1964 | The Penultimate Truth                              | Näst sista sanningen (2018)                             |                                                                   |
| 1964 | The Simulacra                                      |                                                         |                                                                   |
| 1964 | Martian Time-Slip                                  | Tidsskredet (1979)                                      |                                                                   |
| 1964 | Clans of the Alphane Moon                          |                                                         |                                                                   |
| 1965 | Dr. Bloodmoney, or How We Got Along After the Bomb |                                                         |                                                                   |
| 1965 | The Three Stigmata of Palmer Eldritch              | Marsiansk mardröm (1984) / Palmer Eldritchs tre stigman |                                                                   |
| 1967 | The Ganymede Takeover                              |                                                         | Tillsammans med Ray F. Nelson                                     |
| 1966 | Now Wait for Last Year                             |                                                         |                                                                   |
| 1966 | The Crack in Space                                 |                                                         |                                                                   |
| 1967 | The Zap Gun                                        |                                                         |                                                                   |
| 1967 | Counter-Clock World                                | Baklängesklockans värld (1989) / Motursvärlden          |                                                                   |
| 1968 | Do Androids Dream of Electric Sheep?               | Androidens drömmar (1974) / Blade Runner                | Filmatiserad som Blade Runner                                     |
| 1969 | Ubik                                               | Ubik (1991)                                             |                                                                   |
| 1969 | Galactic Pot-Healer                                | Glimmungs värld (1983)                                  |                                                                   |
| 1970 | Our Friends From Frolix 8                          |                                                         |                                                                   |
| 1970 | A Maze of Death                                    | Dråparen (1985)                                         |                                                                   |
| 1972 | We Can Build You                                   |                                                         |                                                                   |
| 1974 | Flow My Tears, The Policeman Said                  | Flöda min gråt sa polisen (1975)                        | Vinnare av John W. Campbellpriset för bästa science fictionroman. |
| 1975 | Confessions of a Crap Artist                       |                                                         |                                                                   |
| 1976 | Deus Irae                                          |                                                         | Tillsammans med Roger Zelazny                                     |
| 1977 | A Scanner Darkly                                   | Skannad i dunklet (2015)                                |                                                                   |
| 1981 | The Divine Invasion                                |                                                         |                                                                   |
| 1981 | VALIS                                              | Valis (2017)                                            |                                                                   |
| 1982 | The Transmigration of Timothy Archer               |                                                         |                                                                   |
| 1984 | Lies, Inc                                          |                                                         | Ursprungligen The Unteleported Man (1964)                         |
| 1984 | The Man Whose Teeth Were All Exactly Alike         |                                                         |                                                                   |
| 1985 | Puttering About in a Small Land                    |                                                         |                                                                   |
| 1985 | In Milton Lumky Territory                          |                                                         |                                                                   |
| 1985 | Radio Free Albemuth                                |                                                         |                                                                   |
| 1986 | Humpty Dumpty in Oakland                           |                                                         |                                                                   |
| 1987 | Mary and the Giant                                 |                                                         |                                                                   |
| 1988 | The Broken Bubble                                  |                                                         |                                                                   |
| 1994 | Gather Yourselves Together                         |                                                         |                                                                   |
| 2007 | Voices from the Street                             |                                                         |                                                                   |
|      | A Time For George Stavros (1956)                   |                                                         | Manuskript saknas                                                 |
|      | Pilgrim on the Hill (1956)                         |                                                         | Manuskript saknas                                                 |
|      | Nicholas and the Higs (1958)                       |                                                         | Manuskript saknas                                                 |
| 1966 | The Unteleported Man (1964)                        |                                                         | Utgavs även 1984 som Lies, Inc                                    |

## Filmatiseringar
| Nr | Film                   | År   | Regissör          | Käll- publikation                    | År   | Typ    | TV- serier                                           | År   |
| -- | ---------------------- | ---- | ----------------- | ------------------------------------ | ---- | ------ | ---------------------------------------------------- | ---- |
| 1  | Blade Runner           | 1982 | Ridley Scott      | Do Androids Dream of Electric Sheep? | 1968 | Roman  | -                                                    | -    |
| 2  | Total Recall           | 1990 | Paul Verhoeven    | We Can Remember It For You Wholesale | 1966 | Novell | Total Recall 2070                                    | 1999 |
| 3  | Confessions d'un Barjo | 1992 | Jérôme Boivin     | Confessions of a Crap Artist         | 1975 | Novell | -                                                    | -    |
| 4  | Screamers              | 1995 | Christian Duguay  | Second Variety                       | 1953 | Novell | -                                                    | -    |
| 5  | Minority Report        | 2002 | Steven Spielberg  | Minority Report                      | 1956 | Novell | -                                                    | -    |
| 6  | Impostor               | 2002 | Gary Fleder       | Impostor                             | 1953 | Novell | Episode of Out of This World adapted by Terry Nation | 1962 |
| 7  | Paycheck               | 2003 | John Woo          | Paycheck                             | 1953 | Novell | -                                                    | -    |
| 8  | A Scanner Darkly       | 2006 | Richard Linklater | A Scanner Darkly                     | 1977 | Roman  | -                                                    | -    |
| 9  | Next                   | 2007 | Lee Tamahori      | The Golden Man                       | 1954 | Novell | -                                                    | -    |
| 10 | The Adjustment Bureau  | 2011 | George Nolfi      | Adjustment Team                      | 1954 | Novell | -                                                    | -    |
| 11 | Radio Free Albemuth    | 2010 | John Alan Simon   | Radio Free Albemuth                  | 1976 | Roman  |                                                      |      |

- Dicks personliga essä Strange Memories of Death adapterades till en kortfilm med samma namn av Yates House Studios,[2] men filmen har ännu inte distribuerats.

## Noveller efter färdigställandedatum[3]
| År   | Titel                                     | Svensk översättning                                    | Övrigt                                                                     |
| ---- | ----------------------------------------- | ------------------------------------------------------ | -------------------------------------------------------------------------- |
| 1952 | Beyond Lies the Wub                       |                                                        | Dicks första publicering, i Planet Stories                                 |
| 1952 | The Gun                                   |                                                        |                                                                            |
| 1952 | The Skull                                 |                                                        |                                                                            |
| 1952 | The Little Movement                       |                                                        |                                                                            |
| 1953 | The Defenders                             | Försvararna (2017)                                     |                                                                            |
| 1953 | Mr. Spaceship                             |                                                        |                                                                            |
| 1953 | Piper in the Woods                        |                                                        |                                                                            |
| 1953 | Roog                                      |                                                        |                                                                            |
| 1953 | The Infinites                             |                                                        |                                                                            |
| 1953 | Second Variety                            |                                                        | Filmatiserad som Screamers, 1996                                           |
| 1953 | The World She Wanted                      |                                                        |                                                                            |
| 1953 | Colony                                    | ”Koloni", i En handfull mörker (1976)                  |                                                                            |
| 1953 | The Cookie Lady                           |                                                        |                                                                            |
| 1953 | Impostor                                  | ”Bedragare”, i En handfull mörker (1976)               | Filmatiserad som Imposter 2002                                             |
| 1953 | Martians Come in Clouds                   |                                                        |                                                                            |
| 1953 | Paycheck                                  |                                                        | Filmatiserad som Paycheck 2003                                             |
| 1953 | The Preserving Machine                    |                                                        |                                                                            |
| 1953 | The Cosmic Poachers                       |                                                        |                                                                            |
| 1953 | Expendable                                | ”Umbärlig”, i En handfull mörker (1976)                |                                                                            |
| 1953 | The Indefatigable Frog                    | ”Den outtröttliga grodan”, i En handfull mörker (1976) |                                                                            |
| 1953 | The Commuter                              |                                                        |                                                                            |
| 1953 | Out in the Garden                         |                                                        |                                                                            |
| 1953 | The Great C                               |                                                        |                                                                            |
| 1953 | The King of the Elves                     |                                                        |                                                                            |
| 1953 | The Trouble with Bubbles                  |                                                        |                                                                            |
| 1953 | The Variable Man                          |                                                        |                                                                            |
| 1953 | The Impossible Planet                     | ”Den omöjliga planeten”, i En handfull mörker (1976)   |                                                                            |
| 1953 | Planet for Transients                     | ”Planet för genomresande”, i En handfull mörker (1976) |                                                                            |
| 1953 | Some Kinds of Life                        |                                                        |                                                                            |
| 1953 | The Builder                               | ”Byggaren”, i En handfull mörker (1976)                |                                                                            |
| 1953 | The Hanging Stranger                      |                                                        |                                                                            |
| 1953 | Project: Earth                            |                                                        |                                                                            |
| 1953 | The Eyes Have It                          |                                                        |                                                                            |
| 1953 | Tony and the Beetles                      |                                                        |                                                                            |
| 1954 | Prize Ship                                |                                                        |                                                                            |
| 1954 | Beyond the Door                           |                                                        |                                                                            |
| 1954 | The Crystal Crypt                         |                                                        |                                                                            |
| 1954 | A Present for Pat                         |                                                        |                                                                            |
| 1954 | The Short Happy Life of the Brown Oxford  |                                                        |                                                                            |
| 1954 | The Golden Man                            |                                                        |                                                                            |
| 1954 | James P. Crow                             |                                                        |                                                                            |
| 1954 | Prominent Author                          |                                                        |                                                                            |
| 1954 | Small Town                                |                                                        |                                                                            |
| 1954 | Survey Team                               |                                                        |                                                                            |
| 1954 | Sales Pitch                               |                                                        |                                                                            |
| 1954 | Time Pawn                                 |                                                        |                                                                            |
| 1954 | Breakfast at Twilight                     |                                                        |                                                                            |
| 1954 | The Crawlers                              |                                                        |                                                                            |
| 1954 | Of Withered Apples                        |                                                        |                                                                            |
| 1954 | Exhibit Piece                             | ”Utställningsföremål”, i En handfull mörker (1976)     |                                                                            |
| 1954 | Adjustment Team                           |                                                        | Filmatiserad som The Adjustment Bureau 2011                                |
| 1954 | Shell Game                                |                                                        |                                                                            |
| 1954 | Meddler                                   |                                                        |                                                                            |
| 1954 | Souvenir                                  |                                                        |                                                                            |
| 1954 | A World of Talent                         |                                                        |                                                                            |
| 1954 | The Last of the Masters                   |                                                        |                                                                            |
| 1954 | Progeny                                   |                                                        |                                                                            |
| 1954 | Upon the Dull Earth                       |                                                        |                                                                            |
| 1954 | The Father-Thing                          |                                                        |                                                                            |
| 1954 | Strange Eden                              |                                                        |                                                                            |
| 1954 | Jon's World                               |                                                        |                                                                            |
| 1954 | The Turning Wheel                         |                                                        |                                                                            |
| 1955 | Foster, You're Dead                       |                                                        |                                                                            |
| 1955 | Human Is                                  |                                                        |                                                                            |
| 1955 | War Veteran                               |                                                        |                                                                            |
| 1955 | Captive Market                            |                                                        |                                                                            |
| 1955 | Nanny                                     |                                                        |                                                                            |
| 1955 | The Hood Maker                            |                                                        |                                                                            |
| 1955 | The Chromium Fence                        |                                                        |                                                                            |
| 1955 | Service Call                              |                                                        |                                                                            |
| 1955 | A Surface Raid                            |                                                        |                                                                            |
| 1955 | The Mold of Yancy                         |                                                        |                                                                            |
| 1955 | Autofac                                   |                                                        |                                                                            |
| 1955 | Psi-Man Heal My Child!                    |                                                        |                                                                            |
| 1956 | The Minority Report                       |                                                        | Filmatiserad som Minority Report 2002                                      |
| 1956 | To Serve the Master                       |                                                        |                                                                            |
| 1956 | Pray for the Printer                      |                                                        |                                                                            |
| 1956 | A Glass of Darkness                       |                                                        |                                                                            |
| 1957 | The Unreconstructed M                     |                                                        |                                                                            |
| 1957 | Misadjustment                             |                                                        |                                                                            |
| 1958 | "Null-O"                                  |                                                        |                                                                            |
| 1959 | Explorers We                              |                                                        |                                                                            |
| 1959 | Recall Mechanism                          |                                                        |                                                                            |
| 1959 | Fair Game                                 |                                                        |                                                                            |
| 1959 | War Game                                  |                                                        |                                                                            |
| 1963 | All We Marsmen                            |                                                        |                                                                            |
| 1963 | Stand-By                                  |                                                        |                                                                            |
| 1963 | What'll We Do with Ragland Park?          |                                                        |                                                                            |
| 1963 | The Days of Perky Pat                     |                                                        |                                                                            |
| 1963 | If There Were No Benny Cemoli             |                                                        |                                                                            |
| 1964 | Waterspider                               |                                                        |                                                                            |
| 1964 | Novelty Act                               |                                                        |                                                                            |
| 1964 | Oh, to Be a Blobel!                       |                                                        |                                                                            |
| 1964 | What the Dead Men Say                     |                                                        |                                                                            |
| 1964 | Orpheus with Clay Feet                    |                                                        |                                                                            |
| 1964 | Cantata 140                               |                                                        |                                                                            |
| 1964 | A Game of Unchance                        |                                                        |                                                                            |
| 1964 | The Little Black Box                      |                                                        |                                                                            |
| 1964 | Precious Artifact                         |                                                        |                                                                            |
| 1964 | The Unteleported Man                      |                                                        |                                                                            |
| 1965 | Retreat Syndrome                          |                                                        |                                                                            |
| 1965 | Project Plowshare                         |                                                        |                                                                            |
| 1966 | We Can Remember It for You Wholesale      | ”Minnen en gros”, i Jules Verne-Magasinet nr 2 1973    | Filmatiserad som Total Recall 1990 Nyinspelning med planerad premiär 2012. |
| 1966 | Holy Quarrel                              |                                                        |                                                                            |
| 1966 | Your Appointment Will Be Yesterday        |                                                        |                                                                            |
| 1967 | Return Match                              |                                                        |                                                                            |
| 1967 | Faith of Our Fathers                      |                                                        |                                                                            |
| 1968 | Not by Its Cover                          |                                                        |                                                                            |
| 1968 | The Story to End All Stores               |                                                        |                                                                            |
| 1969 | The Electric Ant                          |                                                        |                                                                            |
| 1969 | A. Lincoln, Simulacrum                    |                                                        |                                                                            |
| 1974 | The Pre-Persons                           |                                                        |                                                                            |
| 1974 | A Little Something for Us Tempunauts      |                                                        |                                                                            |
| 1979 | The Exit Door Leads In                    |                                                        |                                                                            |
| 1980 | Chains of Air, Web of Aether              |                                                        |                                                                            |
| 1980 | Rautavaara's Case                         |                                                        |                                                                            |
| 1980 | Frozen Journey                            |                                                        |                                                                            |
| 1981 | The Alien Mind                            |                                                        |                                                                            |
|      | Strange Memories of Death                 |                                                        |                                                                            |
|      | Cadbury, The Beaver Who Lacked            |                                                        |                                                                            |
|      | The Day Mr. Computer Fell Out of Its Tree |                                                        |                                                                            |
|      | The Eye of the Sibyl                      |                                                        |                                                                            |
|      | Stability                                 |                                                        |                                                                            |
|      | A Terran Odyssey                          |                                                        |                                                                            |
|      | Goodbye, Vincent                          |                                                        |                                                                            |